# Liste von Sakralbauten in Wetter (Ruhr)
Die Liste von Sakralbauten in Wetter (Ruhr) enthält die Kirchengebäude und andere Sakralbauten in der Stadt Wetter (Ruhr), Ennepe-Ruhr-Kreis.

## Liste
| Name                                   | Bild                                   | Lage (Stadt, Ortsteil)                    | Gründung, Bauzeit | Konfession bzw. Religion | Träger                                                   | Bemerkungen                                             |
| -------------------------------------- | -------------------------------------- | ----------------------------------------- | ----------------- | ------------------------ | -------------------------------------------------------- | ------------------------------------------------------- |
| Ev.-reformierte Kirche Wetter-Freiheit | Ev.-reformierte Kirche Wetter-Freiheit | Wetter (Ruhr) (Alt-Wetter)                | 1894              | evangelisch              | EKvW, Kirchenkreis Hagen                                 |                                                         |
| Lutherkirche                           | Lutherkirche                           | Wetter (Ruhr) (Alt-Wetter)                | 1905–1906         | evangelisch              | EKvW, Kirchenkreis Hagen                                 |                                                         |
| St. Peter und Paul Wetter              | St. Peter und Paul                     | Wetter (Ruhr) (Alt-Wetter)                |                   | römisch-katholisch       | Erzbistum Paderborn                                      |                                                         |
| Dorfkirche Volmarstein                 | Dorfkirche Volmarstein                 | Wetter (Ruhr) (Volmarstein)               |                   | evangelisch              | EKvW, Kirchenkreis Hagen                                 |                                                         |
| Christuskirche Grundschöttel           | Christuskirche                         | Wetter (Ruhr) (Volmarstein/Grundschöttel) |                   | evangelisch              | EKvW, Kirchenkreis Hagen                                 |                                                         |
|                                        | Martinskirche                          | Wetter (Ruhr) (Volmarstein)               | 1964              | evangelisch              | EKvW, Kirchenkreis Hagen                                 | „Anstaltskirche“ der Evangelischen Stiftung Volmarstein |
| Baptistenkapelle Grundschöttel         | Baptistenkapelle Grundschöttel         | Wetter (Ruhr) (Volmarstein/Grundschöttel) | 1902–1903         | evangelisch              | Evangelisch-Freikirchliche Gemeinde Wetter-Grundschöttel |                                                         |
| Dorfkirche Wengern                     | Dorfkirche Wengern                     | Wetter (Ruhr) (Wengern)                   |                   | evangelisch              | EKvW, Kirchenkreis Hattingen-Witten                      |                                                         |
|                                        | St. Liborius                           | Wetter (Ruhr) (Wengern)                   |                   | römisch-katholisch       | Bistum Essen                                             |                                                         |